# Communauté de communes des Vallées d'Ax
La communauté de communes des Vallées d'Ax est une ancienne communauté de communes française, située dans le département de l'Ariège et la région Occitanie. Créée en 2002, elle a fusionné au 1er janvier 2017 avec les intercommunalités d'Auzat-Vicdessos et du Donezan pour former la Communauté de communes de la Haute-Ariège.

## Historique
La communauté de communes est née par un arrêté préfectoral du 10 janvier 2002 qui a pris effet le 1er janvier 2002 de la fusion des deux districts des cantons d'Ax : Les Thermes et des Cabannes, et du syndicat de développement des Vallées d'Ax.

## Territoire communautaire

### Composition
À sa disparition, la communauté de communes regroupait 39 communes :
| Nom                         | Code Insee | Gentilé         | Superficie (km2) | Population (dernière pop. légale) | Densité (hab./km2) |
| --------------------------- | ---------- | --------------- | ---------------- | --------------------------------- | ------------------ |
| Luzenac (siège)             | 09176      | Luzenacois      | 26,43            | 518 (2014)                        | 20                 |
| Albiès                      | 09004      | Albiésois       | 7,69             | 132 (2014)                        | 17                 |
| Appy                        | 09012      | Pynarols        | 6,10             | 29 (2014)                         | 4,8                |
| Ascou                       | 09023      | Ascounais       | 35,59            | 158 (2014)                        | 4,4                |
| Aston                       | 09024      | Astonnais       | 153,80           | 225 (2014)                        | 1,5                |
| Aulos                       | 09028      | Aulosois        | 1,04             | 56 (2014)                         | 54                 |
| Axiat                       | 09031      | Axiatois        | 9,54             | 42 (2014)                         | 4,4                |
| Ax-les-Thermes              | 09032      | Axéens          | 30,26            | 1 244 (2014)                      | 41                 |
| Bestiac                     | 09053      | Bestiacois      | 6,57             | 19 (2014)                         | 2,9                |
| Bouan                       | 09064      | Bouannais       | 3,44             | 35 (2014)                         | 10                 |
| Les Cabannes                | 09070      | Cabannais       | 0,87             | 340 (2014)                        | 391                |
| Caussou                     | 09087      | Caussounais     | 15,83            | 63 (2014)                         | 4                  |
| Caychax                     | 09088      | Caychatois      | 5,66             | 13 (2014)                         | 2,3                |
| Château-Verdun              | 09096      | Castelverdunois | 0,79             | 36 (2014)                         | 46                 |
| Garanou                     | 09131      | Garnouais       | 3,01             | 169 (2014)                        | 56                 |
| L'Hospitalet-près-l'Andorre | 09139      | Espitalois      | 26,12            | 89 (2014)                         | 3,4                |
| Ignaux                      | 09140      | Ignaous         | 5,49             | 109 (2014)                        | 20                 |
| Larcat                      | 09155      | Larcatois       | 9,31             | 43 (2014)                         | 4,6                |
| Larnat                      | 09156      | Larnatois       | 5,60             | 20 (2014)                         | 3,6                |
| Lassur                      | 09159      | Lassuréens      | 11,99            | 68 (2014)                         | 5,7                |
| Lordat                      | 09171      | Lordatois       | 7,37             | 53 (2014)                         | 7,2                |
| Mérens-les-Vals             | 09189      | Merengois       | 80,12            | 165 (2014)                        | 2,1                |
| Montaillou                  | 09197      | Montallionois   | 8,61             | 18 (2014)                         | 2,1                |
| Orgeix                      | 09218      | Orgeixois       | 18,39            | 82 (2014)                         | 4,5                |
| Orlu                        | 09220      | Orluséens       | 70,79            | 194 (2014)                        | 2,7                |
| Pech                        | 09226      | Péchois         | 4,81             | 43 (2014)                         | 8,9                |
| Perles-et-Castelet          | 09228      | Perlois         | 17,77            | 217 (2014)                        | 12                 |
| Prades                      | 09232      | Pradéens        | 28,97            | 40 (2014)                         | 1,4                |
| Savignac-les-Ormeaux        | 09283      | Savignacois     | 28,31            | 398 (2014)                        | 14                 |
| Senconac                    | 09287      | Senconacois     | 4,67             | 10 (2014)                         | 2,1                |
| Sinsat                      | 09296      | Sinsatois       | 4,01             | 115 (2014)                        | 29                 |
| Sorgeat                     | 09298      | Sorgeatois      | 18,92            | 89 (2014)                         | 4,7                |
| Tignac                      | 09311      | Tignacois       | 3,53             | 22 (2014)                         | 6,2                |
| Unac                        | 09318      | Unaquois        | 2,65             | 116 (2014)                        | 44                 |
| Urs                         | 09320      | Urséens         | 0,91             | 35 (2014)                         | 38                 |
| Vaychis                     | 09325      | Vaychissiens    | 4,49             | 25 (2014)                         | 5,6                |
| Vèbre                       | 09326      | Vebrois         | 5,19             | 128 (2014)                        | 25                 |
| Verdun                      | 09328      | Verdunois       | 11,71            | 224 (2014)                        | 19                 |
| Vernaux                     | 09330      | Vernausiens     | 6,06             | 31 (2014)                         | 5,1                |

## Organisation

### Siège
Le siège de l'intercommunalité est à Luzenac, 13 Route Nationale 20.

### Élus
La communauté de communes est administrée par son conseil communautaire, composé, pour la mandature 2014-2020, de 56 conseillers municipaux représentant chacune des 39 communes membres, répartis sensiblement en fonction de leur population, soit, pour la mandature 2014-2020 :
- 11 délégués pour Ax-les-Thermes ;
- 4 délégués pour Luzenac ;
- 3 délégués pour Les Cabannes et Savignac-les-Ormeaux ;
- 1 délégué et son suppléant pour Albiès, Appy, Ascou, Aston, Aulos, Axiat, Bestiac, Bouan, Caussou, Caychax, Château-Verdun, Garanou, Ignaux, Larcat, Larnat, Lassur, Lordat, L'Hospitalet-près-l'Andorre, Mérens-les-Vals, Montaillou, Orgeix, Orlu, Pech, Perles-et-Castellet, Prades, Senconac, Sinsat, Sorgeat, Tignac, Unac, Urs, Vaychis, Vèbre, Verdun, Verneaux[2].

Le conseil communautaire d'avril 2014 a élu son nouveau président, Alain Naudy, maire d'Orlu, ainsi que ses 7 vice-présidents, qui sont :
1. Jean Lassalle, maire d'Aston ;
2. Dominique Fourcade, maire d'Ax-les-Termes ;
3. Karine Orus-Dulac, maire de Sinsat ;
4. Pierre Peyronne, élu d'Ax-les-Thermes ;
5. Jean Rouzoul, maire de Vèbre ;
6. Jean-Pierre Sicre, maire de Mérens-Les-Vals
7. Patrick Authier, élu de Luzenac.

Le bureau pour la mandature 2014-2020 est constitué du président, des vice-présidents et de Claude Carrière (Ascou), Richard Martinez (Lassur), Frédéric Leclerc (Les Cabannes), Arnaud Diaz (L'Hospitallet), Claudine Authier (Orgeix), Yves Huez (Appy), Roseline Lacan (Perles-et-Castellet), Jean-Claude Prat (Albiès).

### Liste des présidents
| Période    | Période    | Identité         | Étiquette | Qualité                                                                                            |
| ---------- | ---------- | ---------------- | --------- | -------------------------------------------------------------------------------------------------- |
| 2002       | avril 2014 | Christian Loubet |           | Retraité de l'enseignement Maire de Luzenac (1977 →) Conseiller général des Cabannes (2001 → 2015) |
| avril 2014 | En cours   | Alain Naudy      |           | Retraité de l'enseignement Maire d'Orlu (Ariège) (1995 → )                                         |

### Compétences
L'intercommunalité exerce les compétences qui lui sont transférées par les communes membres, dans les conditions fixées par le code général des collectivités territoriales. Il s'agit de :
- Développement économique ;
- Aménagement de l'espace ;
- Protection de l'environnement et collecte et traitement des ordures ménagères ;
- Politique du logement et du cadre de vie :
- Voirie ;
- Équipements culturels, sportifs et d’enseignement pré-élémentaire et élémentaire ;
- Action sociale d’intérêt communautaire ;
- Action de développement touristique ;
- Stations de sports d’hiver ;
- Lutte contre l’incendie-secours[4].

### Régime fiscal et budget
La Communauté de communes est un établissement public de coopération intercommunale à fiscalité propre.
Afin de financer l'exercice de ses compétences, l'intercommunalité perçoit la fiscalité professionnelle unique (FPU) – qui a succédé à la taxe professionnelle unique (TPU) – et assure une péréquation de ressources entre les communes résidentielles et celles dotées de zones d'activité.
Elle perçoit également une taxe d'enlèvement des ordures ménagères et une bonification de la dotation globale de fonctionnement.